# American Oriental Society
A American Oriental Society foi criada em 7 de setembro de 1842. É uma das mais antigas sociedades científicas dos Estados Unidos, e a mais antiga a ser dedicada a um campo específico do conhecimento.
Intimamente ligada à Universidade Yale, a sociedade publica um jornal trimestral, o The Journal of the American Oriental Society, a mais importante publicação americana nas línguas hisóricas da Ásia. Entre seus ex-presidentes, estão: Theodore Dwight Woolsey, James Hadley, W. D. Whitney, Daniel C. Gilman, William H. Ward, Crawford H. Toy e M. Jastrow, Jr.